# HMS Queen Elizabeth (2017)

Tekening van het vliegdekschip

HMS Queen Elizabeth (R08) is het eerste van twee vliegdekschepen van de Queen Elizabeth-klasse. Het zusterschip is de Prince of Wales.  Het zijn de grootste schepen van de Britse marine.

## Bouwers
De Queen Elizabeth wordt gebouwd op de Rosyth scheepswerf in Fife. De bouw is in handen van diverse aannemers die zich in 2003 in het Aircraft Carrier Team verzamelden. Hierin zaten Thales Groep, BAE Systems en het Britse ministerie van Defensie. In 2005 kwamen daar Babcock en VT Group bij en de naam van het samenwerkingsverband werd gewijzigd in Aircraft Carrier Alliance. VT Group heeft later zijn scheepsbouwactiviteiten aan BAE Systems verkocht en de overige onderdelen aan Babcock. Babcock is de eigenaar van de scheepswerf in Rosyth, Schotland, waar de vliegdekschepen worden geassembleerd.

### Bouwkosten
Bij het tekenen van het eerste contract in juli 2008 werden de bouwkosten getaxeerd op £3,9 miljard. In oktober 2010 werd dit naar boven bijgesteld tot £5,2 miljard en in november 2013 was het gestegen tot £6,2 miljard. Verdere overschrijdingen worden gedeeld door het ministerie en het bouwconsortium.

## Vliegtuigen
De schepen van de klasse hebben een capaciteit om maximaal 36 SVTOL vliegtuigen en vier helikopters mee te nemen. De vliegtuigen zijn van het type F-35 Lightning II en het type helikopter hangt nauw samen met de taak die zij moeten vervullen. In vredestijd zal het aantal vliegtuigen 12 of 24 bedragen. Het schip kan 250 mariniers meenemen voor operaties. Er zijn zes plaatsen op het dek voor de helikopters om de mariniers naar het land te vervoeren. Op 28 september 2018 landde de eerste F-35 op het vliegdekschip.

## Start proefvaarten
Eind juni 2017 vertrok de Queen Elizabeth voor haar eerste proefvaart op de Noordzee. De bouw startte in 2009 en tijdens de bouw zijn er problemen gerezen die de oplevering hebben vertraagd en de bouwkosten boven het budget hebben gedrukt. Na zes weken keerde het schip terug naar Rosyth voor de laatste aanpassingen. Later dat jaar vertrok ze naar de thuishaven Portsmouth. In 2018 kwamen de eerste vliegtuigen aan boord en in 2020 werd het schip volledig operationeel.
In december 2017 werd bekend dat er ernstige tekortkomingen waren aan het schip. Zo is er een lek door een defecte afsluiting rond een aandrijfschroef, waardoor er per uur 200 liter water het schip binnen kwam.